# زيكو زكي
زيكو زكي هو ممثل أمريكي مصري المولد. ولد بمدينة الإسكندرية في 18 يناير 1990. قام بدور عمر في مسلسل أف بي آي.

## روابط خارجية
- زيكو زكي على موقع IMDb (الإنجليزية)
- زيكو زكي على موقع قاعدة بيانات الأفلام العربية
- زيكو زكي على موقع قاعدة بيانات الفيلم (الإنجليزية)